# Rose Magers
Rose Mary Magers, po mężu Powell (ur. 25 czerwca 1960 w Big Spring) – amerykańska siatkarka, medalistka igrzysk olimpijskich.

## Życiorys
Magers była w składzie reprezentacji Stanów Zjednoczonych, która zdobyła srebrny medal na Igrzyskach Panamerykańskich 1983 w Caracas. Wystąpiła na igrzyskach olimpijskich 1984 w Los Angeles. Zagrała we wszystkich trzech meczach fazy grupowej, wygranym półfinale z Peru oraz przegranym finale z Chinkami.
Po igrzyskach wyjechała do Japonii, gdzie grała w klubach NEC Red Rockets i Hisamitsu Springs do 1993. Po powrocie do stanów, była trenerką w szkole średniej w Huntsville w Alabamie, a następnie w Martin Methodist College i Alabama A&M University..